# Shidō Bunan

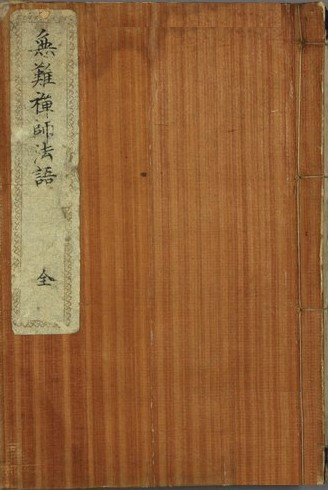
Shidō: Bucheinband

Shidō Bunan (japanisch 至道 無難; geboren 1603 in Sekigahara (Provinz Mino); gestorben 26. September 1676 in Edo) war ein japanischer Mönch der Rinzai-Richtung des Buddhismus.

## Leben und Wirken
Shidō Bunan wurde in Sekigahara in der Provinz Mino (heute Präfektur Gifu) geboren. Er war ein Nachfahre der Familie Miwa (三輪家), die dort in der Schlacht von Sekigahara gekämpft hatte. Bis ins mittlere Alter konnte er aufgrund seines Familienbetriebs nicht in den Priesterstand eintreten. Der Priester Gudō Toshoku (愚堂 東寔; 1577–1661) vom Tempel Myōshin-ji nutzte das Haus oft auf seinem Weg von und nach Edo, und so hatte Shidō die Gelegenheit, ihn über Zen zu befragen. Als Gudō wieder einmal zu Besuch war und den ihm angebotenen Alkohol ablehnte, verließt er das Haus, begleitete Gudō und trat ins Priesteramt ein. Er war bereits 47 Jahre alt, als er den Meister-Titel erhielt und den Namen „Shidō Bunan“ annahm. Seitdem spielte er eine wichtige Rolle in der Zen-Welt von Edo, kritisierte immer Formalismus und Streben nach Karriere. Er setzte sich für  Zen als eine dem Bürger zugewandte Glaubensrichtung ein. Dieser Glaubensstil wurde von Dōkyō Etan (道鏡 慧端; 1642–1721) und Hakuin Ekaku (1686–1769) weiter geführt. Shidō, Dōkyō und Hakuin bewirkten eine große Popularität des Zen während der Edo-Zeit.
Shidō hinterließ unter anderem die Schriften „Sokushinki“ (即心記) – „Bericht zum wirklichen Herz“, „Jishōki“ (自性記) – „Ein Selbstportrait“, „Bunan Zen-jidō kashū“ (無難禅師道歌集) – „Gedichtsammlung des Shidō, Zen-Meister“ und „Shidō Bunan Zenji hōgo“ (至道無難禅師法語) – „Lehre des Zen-Meisters Shidō Bunan“.